# 함지공원
함지공원(函芝公園)은 대구광역시 북구 구암동에 조성된 대구광역시의 공원이다. 치매를 테마로 만들어진 치매테마공원이며, 대구8경중 6경에 해당하는 공원이다.

## 역사
공유지 4만 6910.3㎡ 의 면적을 지닌 공원이다. 함지공원은 1995년 11월 20일, 동천2공원이라는 이름으로 처음 조성되었다. 이후 2004년 3월 10일 구암공원으로 명칭이 변경되었으며, 2005년 4월 11일 함지공원이라는 현재의 이름으로 다시  변경되었다.
2019년  노령화 사회에 맞춰 대구광역시 북구청에서 함지공원을 대상으로, 치매를 테마로 하는 치매테마공원을 조성하였다. 치매예방걷기길, 기억돋움길, 추억회상길 등 치매 예방과 관련된 시설이 새로 건설되었다.

## 시설
‘치매 걱정 없는 도심 속 작은 기억 공원’ 이라는 테마에 맞게, 공원 내에는 치매 예방을 위한 다양한 테마길이 마련되어 있다. 대표적인 길로는 치매예방걷기길, 기억돋움길, 추억회상길 등이 있으며, 각 테마길에는 연령대별 치매예방법, 치매에 좋은 음식, 치매예방 운동법 등 치매에 대한 정보를 제공하는 치매 정보 제공 안내판과 기억력 테스트, 거꾸로 말하기, OX퀴즈 등의 다양한 인지 활동 프로그램이 포함되어 있어 시민들이 걸으면서 치매 예방 및 인지 능력을 향상시킬 수 있도록 돕는다. 공원 내 'U-Health 센터' 라는 이름의 센터가 있는데, 건강검사, 체력검사, 화상상담, 혈당 및 콜레스테롤 검사를 받을 수 있다.
주요 시설로는 광장, 야외공연장, 농구장, 체력 단련장, 배드민턴장, 족구장, 물놀이장, 연못, 운암정, 노인복지회관, 관리사무소 등이 있다. 편의 시설로는 화장실, 음수대, 벤치 등이 있으며, 여름철에는 임시 탈의 텐트와 어린이 물놀이장도 운영된다.
또한, 다양한 포토존과 가족연주회 주제의 토피어리 포토존이 조성되어 있어 시민들의 여가 공간으로 활발히 이용되고 있다.

## 교통
937 칠곡그린빌 5단지 건너 하차후 도보 1분 / 937, 북구1 칠곡그린빌5단지 앞 하차후 도보 3분